# Дельта Волги
Дельта Волги — самая большая речная дельта в Европе и 8-я в мире. Начинается в месте отделения от русла Волги рукава Бузан (в 46 км севернее Астрахани) и насчитывает до 500 рукавов, протоков и мелких речек. Основные рукава — Бузан, Бахтемир, Камызяк, Старая Волга, Болда, Ахтуба, Кигач (из них судоходны Ахтуба и Бахтемир). Они образуют системы более мелких водотоков (шириной до 30—40 м и расходом воды менее 50 м³/с), составляющих основу русловой сети.
В силу понижения уровня Каспийского моря площадь дельты за последние 130 лет выросла в девять раз.
Уникальные флора и фауна дельты (осетровые, лотос, фламинго, стерхи, пеликаны) с 1919 года находятся под охраной государства как Астраханский заповедник (выдвинут Россией на включение в список Всемирного наследия). В 1976 году включена в перечень водно-болотных угодий международного значения, подпадающих под действие Рамсарской конвенции.

## Основные стоки дельты Волги
Сложность строения крупных систем определена сочетанием процессов дробления и слияния водотоков. Количество водотоков увеличивается в направлении от верхней к нижней части дельты. В верхней части преобладают крупные водотоки. Небольшие водные объекты здесь относительно редки; протоки и ерики отмирают. Количество мелких водотоков увеличиваются по направлению к морскому краю дельты. Водотоки дельты Волги (в верхней и средней части дельты) имеют меандрирующее русло. В приморской части основным морфодинамическим типом русла является относительно прямолинейное.

### Система Бузана
Система Бузана — наиболее крупная из частных русловых систем дельты Волги. На её долю приходится почти половина площади дельты и половина всех её водотоков. Сток волжских вод в данной системе распределяется по следующим основным направлениям и водотокам: Бузан (и Ахтуба) — Кигач — Широкая — Иголкинский банк; Бузан — Каспийское море; Бузан — Васильевская — Карайский банк; Бузан — Шмагина — Белый Ильмень — Бушма; Бузан — Чурка — Корневая — Белинский банк.

### Система Болды
Система Болды по площади занимает второе место в дельте Волги после Бузана. Её гидрографическая сеть в связи с отмиранием некоторых водотоков менее сложна. Основные направления стока в этой системе: Кривая Болда — Бушма — Белинский банк, Прямая Болда — Трехизбинка с выходом к Тишковскому каналу, Прямая Болда — Большая Чёрная — Каралатский банк.

### Система Камызяка
Система Камызяка занимает узкую полосу в западной части дельты. Основные направления стока в системе — Камызяк — Рытый банк; Камызяк — Никитинский банк; Камызяк — Табола — Большая Чёрная.

### Система Старой Волги
Система Старой Волги включает в себя водотоки: Старая Волга — Каныча — Иванчуг — Гандурино — Гандуринский банк; Старая Волга — Полдневая — Каспийское море. Раньше являлся основным рукавом в дельте

### Рукав Бахтемир
Рукав Бахтемир является продолжением Волги. Русловая сеть системы Бахтемира редка, что связано со средоточением стока по основному направлению, продолжением которого на устьевом взморье служит Волго-Каспийский канал.